# زلزال سيتشوان 2019
ضرب زلزال بقوة 5.8 MW مقاطعة سيتشوان في الصين في الساعة 22:55 بالتوقيت المحلي (14:55 بالتوقيت العالمي) في 17 يونيو 2019. وتأثرت مقاطعتا تشانغنينغ وغونغ في ييبن بشكل خاص. ولقي 13 شخصاً حتفهم وأصيب أكثر من 200 آخرين.